# فردریک وینترز (وزنه‌بردار)
فردریک وینترز (انگلیسی: Frederick Winters; ۷ ژانویه ۱۸۷۳ – ۲۶ آوریل ۱۹۱۵) وزنه‌بردار اهل ایالات متحده آمریکا بود.
از افتخارات وی می‌توان به کسب مدال نقره در بازی‌های المپیک تابستانی ۱۹۰۴ اشاره کرد.